# Зассенберг
Зассенберг (нем. Sassenberg) — город в Германии, в земле Северный Рейн-Вестфалия.
Подчинён административному округу Мюнстер. Входит в состав района Варендорф.  Население составляет 14 240 человек (на 31 декабря 2010 года). Занимает площадь 78,08 км². Официальный код  —  05 5 70 036.